# Corcovado-hegy
A Corcovado-hegy egy hegy Brazíliában, Rio de Janeiróban. A gránitból felépülő hegy magassága 710 méter. A Tijuca Nemzeti Park területén helyezkedik el. Népszerű turisztikai célpont, itt található Rio de Janeiro és egész Brazília talán legismertebb látványossága, a Megváltó Krisztus szobra. A hegyet néha összekeverik a Cukorsüveg-heggyel.